# Innovative Communication

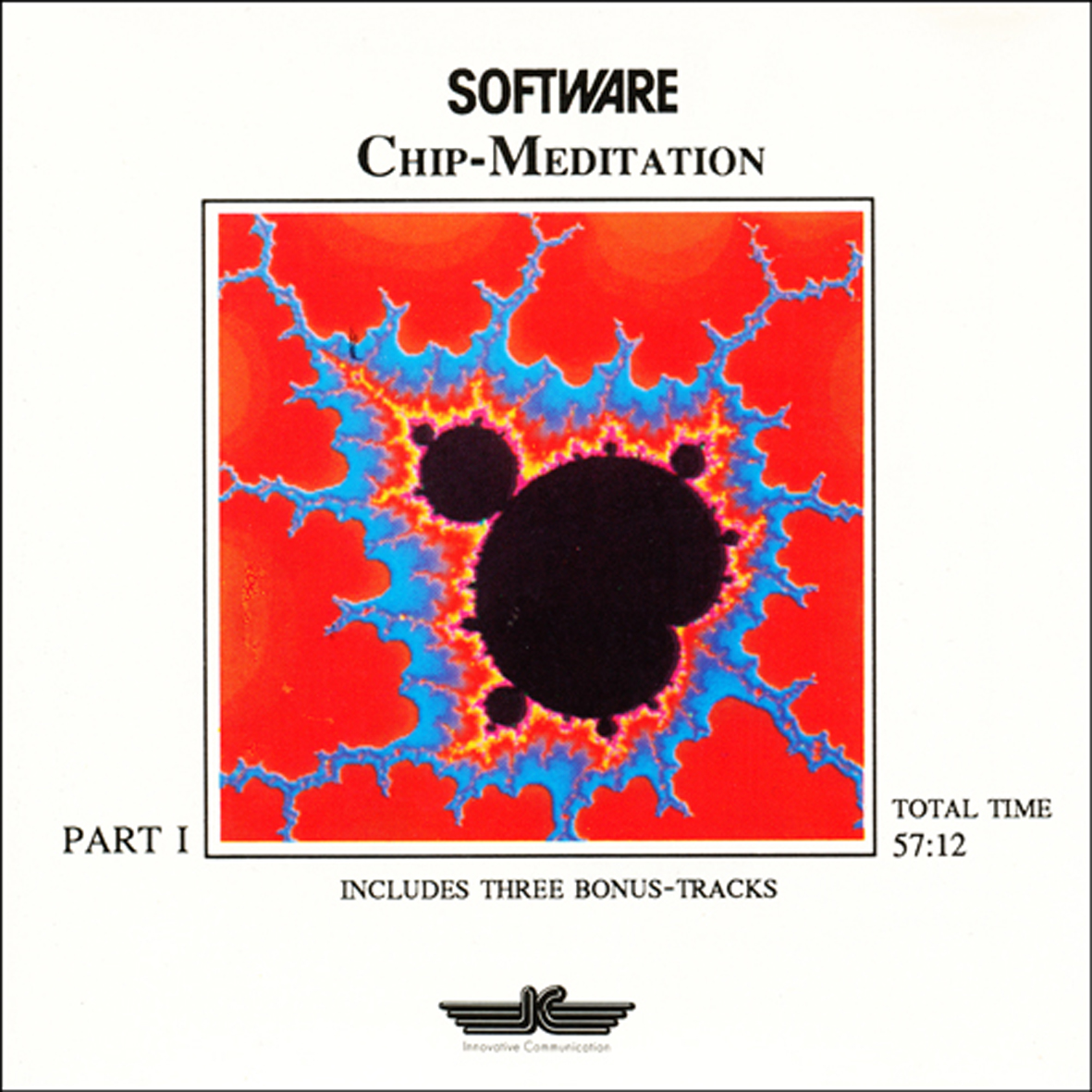
Plattencover zu SOFTWARE-Music (Mergener&Weisser) erschienen auf dem Label Innovative Communication 1985

Innovative Communication (kurz IC und ab 1990 IC/DigItMusic GmbH) war ein deutsches Plattenlabel, das 1978 von dem Musiker und Elektronik-Solisten Klaus Schulze und dem Musik-Journalisten Michael Haentjes (später Vorstandsvorsitzender der Edel AG) gegründet wurde.
Die Abkürzung IC stand in der Gründungszeit für „Independent Composers“, wurde aber mit dem Aufbau des IC-Studios (Ton und Video) ab 1979 in Winsen/Aller auf „Innovative Communication“ geändert.

## Ausrichtung und Künstler
Auf dem Label, das überwiegend elektronische Musik, Neue Deutsche Welle dann auch NewInstrumentalMusic, New Age und World Music herausgab, wurden unter anderem folgende Künstler veröffentlicht: Richard Wahnfried, Baffo Banfi, Lorry, Ideal, SOFTWARE, TeeKay, Quiet Force, G.E.N.E., Megabyte, Peter Seiler, Freeze Frame, Mind over Matter, Double Fantasy, Blue Knights, Mickie D’s Unicorn, DIN A Testbild, Robert Schroeder, P'Cock, Manuel Göttsching, Dieter Schütz, Win Kowa, Mark Eins (Din-A-Testbild).
Eine Besonderheit des Labels IC waren LPs, wie die von Ideal, die mit der Geschwindigkeit von 45/min wie Singles abzuspielen waren, um eine bessere Tonqualität zu erzielen.

## Geschichte
Das Label startete im Jahr 1979 mit der Richard Wahnfried Produktion Time Actor (IC 58 065), hinter der Klaus Schulze selbst stand. Der Italienische Musiker Baffo Banfi war mit La Dolce Vita (IC 58 066) im gleichen Jahr der erste Fremd-Künstler auf IC. Die ersten IC-Produktionen wurden über die WEA vertrieben, dann erfolgte ab der Nr. KS 80.001 mit der Robert Schröder LP Floating Music im Jahr 1980 ein Kooperationsvertrag mit da-music in Diepholz. Der Bremer Künstler Michael Weisser schuf für diese LP das Coverfoto und begründete damit das für IC typische, prägnante Artwork.
Aufgrund persönlicher Umstände gab Klaus Schulze die Leitung von IC im Jahr 1983 an Mark Sakautzky ab, der das IC-Management in Australien leitete. Unter Mark Sakautzky und dem neuen Inhaber von IC (Manfred Achtenhagen) erschien 1984 mit der LP Beam-Scape das Erstwerk der Formation Mergener&Weisser und 1985 begann mit der LP Chip-Meditation die Ära der Formation SOFTWARE, die mit einer Edition innovativer Computergrafik im Artwork der LPs und CDs ausdrücklich auf das damals neue Thema Computer-Kultur setzte.
1985 übernahm Michael Weisser die Funktion des Creative Directors bei IC und entwickelte mit seinem Partner Sakautzky das spezifische Image des Labels. Während Weisser für Artwork, Produktinnovation und strategische Allianzen zuständig war, übernahm Sakautzky das Management und pflegte den Kontakt zu den Künstlern und den Lizenzpartnern.
Bereits Ende der 1980er Jahre setzte IC immer stärker auf Internationale Lizenzpartner mit Schwerpunkten in USA, Japan, Italien, Israel, Frankreich, Schweiz und Österreich. Auf weltweite Promotionsreisen präsentierten Sakautzky und Weisser das Label und seine Musiker in Radio- und TV-Stationen. Mit multimedialen Editionen (Computergrafik, PictureDisc, Hologramm-CD usw.) wurde IC zum Sammler-Label.
1990 wurde die Millionen-Umsatzgrenze überschritten und Sakautzky/Weisser gründeten die IC/DigItMusic GmbH mit Sitz in Hamburg. Der kostenfreie, illegale Download von Musik über Internetplattformen stellte nachfolgend jedoch die wirtschaftliche Zukunft des Tonträgers CD mehr und mehr in Frage.
1994 verkaufte Sakautzky seine Anteile an die Pallas Group und Weisser leitete IC über die Dauer von 8 Jahren lang allein, bis auch er 2002 seine Anteile an den zur Pallas-Gruppe gehörenden Vertrieb da-music in Diepholz verkaufte. Der CD-Bestand des Labels wurde 2002 vernichtet. Das Label ist jedoch weiterhin mit einer Auswahl alter Titel in überarbeiteter Form über den Vertrieb da-music / Diepholz aktiv. Alte Titel gelten heute als Sammelobjekte.